# Neferkauhor
Neferkauhor Kuvihapi je bil faraon Osme egipčanske dinastije, ki je vladala na začetku  prvega vmesnega obdobja Egipta (2181–2055 pr. n. št.). V tem času je bil Egipt razdeljen na več političnih enot. Neferkauhor je bil predzadnji  faraon Osme dinastije in je kot tak vladal verjetno samo v memfiški regiji. Vladal je malo več kot dve leti in je eden od najbolj dokumentiranih vladarjev iz tega obdobja. Ohranjeni so fragmenti kar osmih njegovih dekretov.

## Dokazi na seznamih kraljev
Neferkauhor je omenjen v  55. vnosu na Abidoškem seznamu kraljev, ki je bil sestavljen med vladanjem Setija I., se pravi okoli 900 let po  Neferkauhorjevi smrti. Zagotovo je bil tudi na Torinskem seznamu kraljev, vendar se zaradi poškodovanega papirusa tega ne da dokazati. Dolžina njegovega vladanja "2 leti, 1 mesec in 1 dan" se je ohranila.

## Neferkauhorjevi dekreti
Arheologi so v Minovem templju v Koptosu odkrili fragmente osmih različnih Neferkauhorjevih dekretov. Štirje so napisani na kamnitih ploščah, ki so na ogled v galeriji Metropolitan Museum of Art v New Yorku.
Sedem od osmih dekretov je bilo objavljenih v enem dnevu v prvem letu njegovega vladanja, morda na dan prevzema oblasti. Leto objave je vprašljivo, ker je zapisano kot "leto združitve Dveh dežel". V prvem dekretu Neferkauhor podeljuje naziv najstarejši hčerki Nebjet, ženi vezirja Šemaja. Za telesnega stražarja ji dodeljuje vojaškega poveljnika Harednija in naroča gradnjo svete barke za boga, imenovanega "Dve sili", morda sinkretiziranega boga Hor-Mina.
V drugem, najbolj ohranjenem dekretu,  imenuje Šemajevega sina Idija za guvernerja Gornjega Egipta, v katerega je spadalo sedem najjužnejših nomov od Elefantine do Diospolis Parva.
Tretji in četrti dekret sta ohranjena samo delno na enem samem fragmentu. Neferkauhor  svojemu bratu Idiju  z dekretom dodeljuje položaj v Minovem templju in ga o tem morda informira.  Vsebina dekreta je morda vzrok, da so ga odkrili v Minovem templju.
V ostalih dekretih so imenovanja svečenikov v Nebjetini in Šemajevi pogrebni kapeli in naročilo za opremo Minovega templja.

## Drugi dokazi
Neferkauhor je dokazan tudi na dveh napisih na steni Šemajeve grobnice. Napisa sta datirana v 2. dan IV šemuja v prvem letu njegovega vladanja. Napisa poročata o dobavi kamna iz Vadi Hammamata. Napisa sta delno poškodovana, vendar je iz njiju mogoče razbrati, da je bilo delo opravljeno v devetnajst dneh.
V Vadi Hammamatu so znani trije skalni napisi, ki poročajo o dobavah kamna. Eden od napisov je datiran v prvo leto vladanja neznanega faraona, na dveh pa je omenjen tudi Idi, istoveten z Idijem v Neferkauhorjevih dekretih. Napis omenja tudi ekspedicijo med vladanjem tega faraona.